# Shimizu Corporation
Pour les articles homonymes, voir Shimizu.
Shimizu Corporation (清水建設株式会社) est l'une des plus importantes entreprises japonaises du secteur du bâtiment, des travaux publics et de l'architecture. Depuis sa création en 1804 par Kisuke Shimizu elle est basée à Tokyo.
En 2013, elle avait un chiffre d'affaires de 15 milliards de $ (par comparaison la société française Vinci, numéro un mondial du BTP avait en 2012 un chiffre d'affaires de 39 milliards d'euros).
C'est avec Taisei Corporation, Takenaka Corporation, Kajima Corporation, Obayashi, l'une des cinq plus grandes entreprises japonaises de BTP.

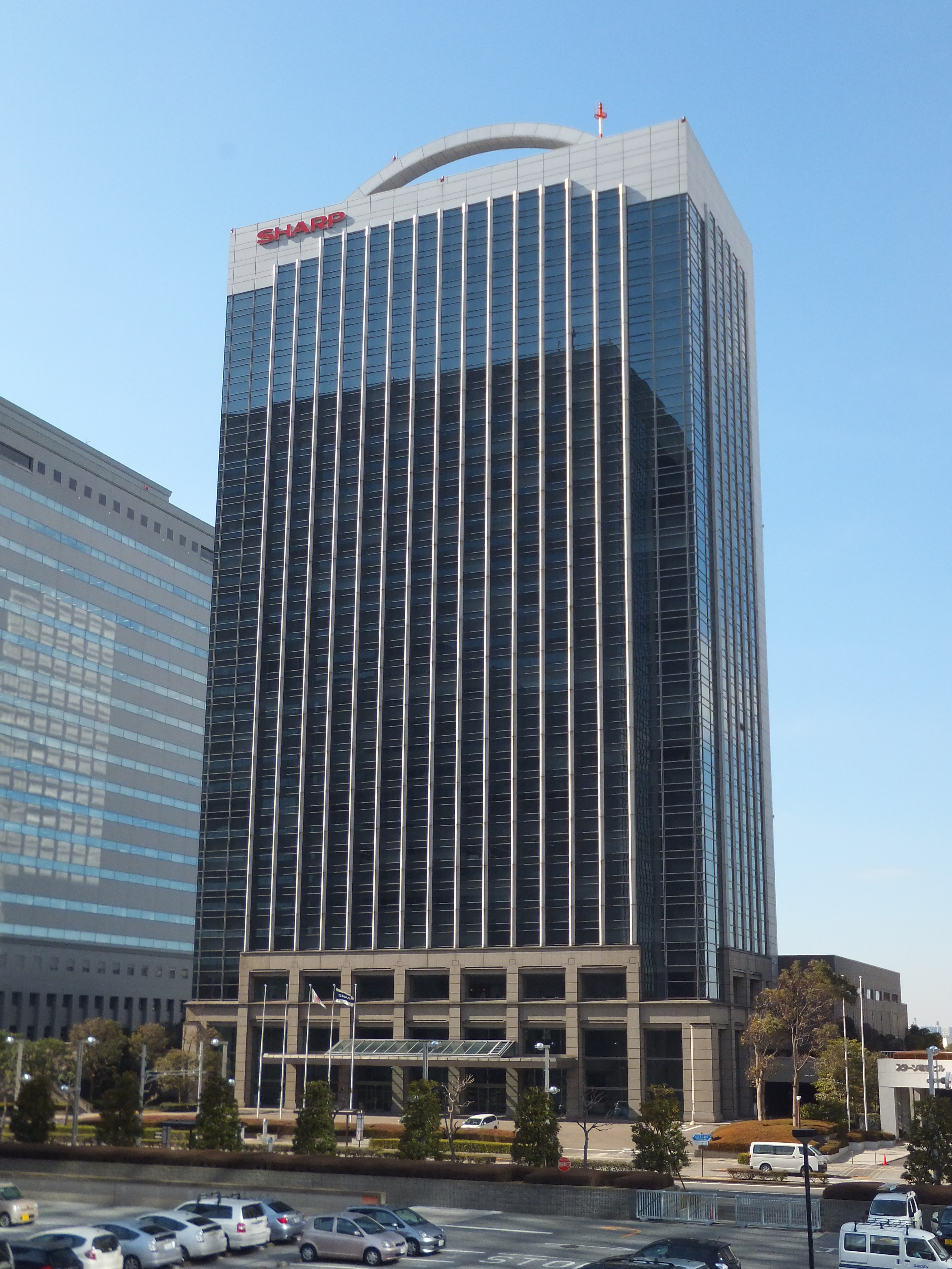
Sharp Makuhari Building, conçu par Shimizu

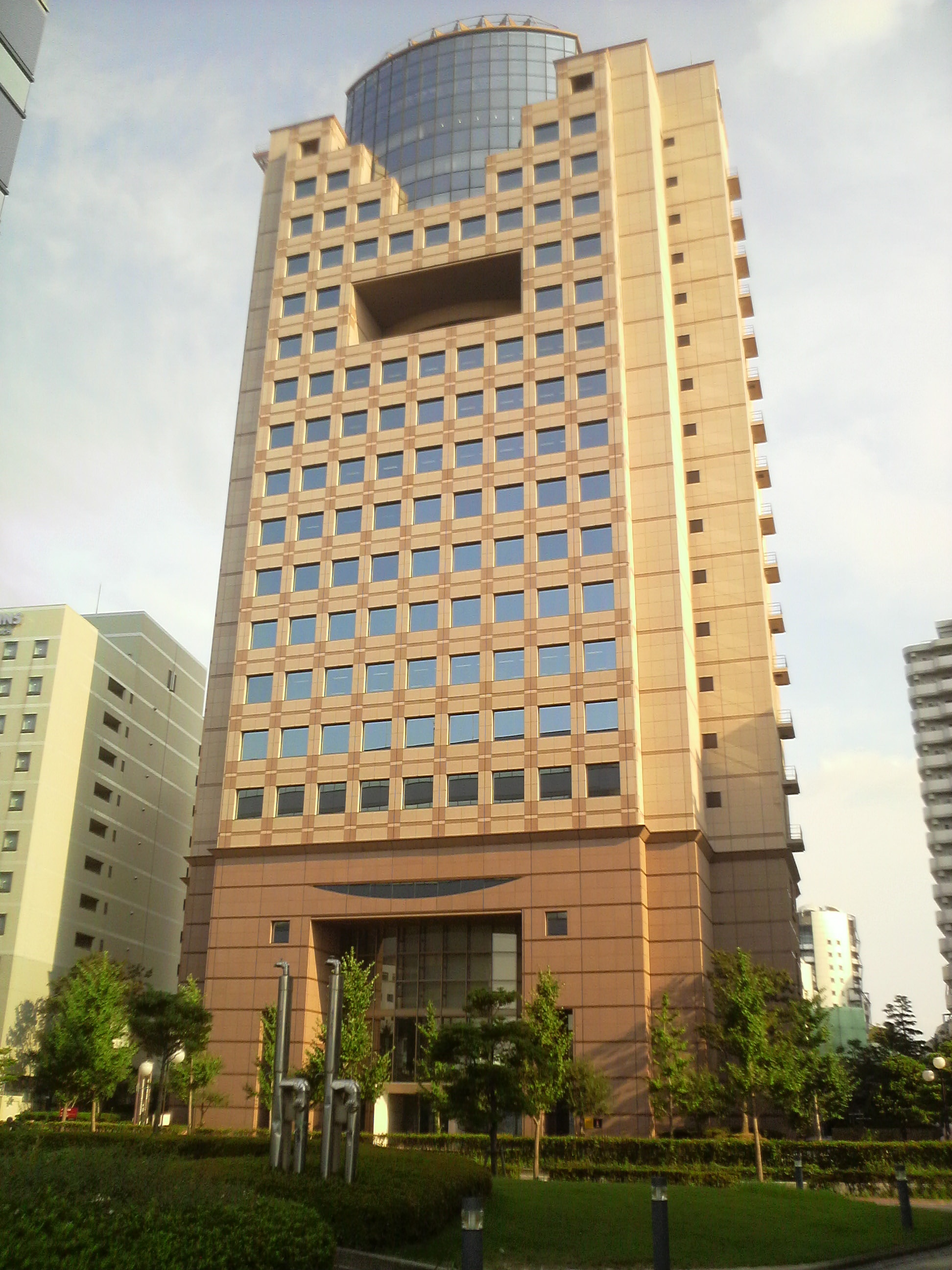
M Tower

## Années 1990
- Makuhari Techno Garden, Chiba, 1990
- City Front Tower, Tokyo, 1991
- Sharp Makuhari Building, Chiba, 1992
- Skylight Tower, Tokyo, 1993
- Chiba Port Square Port Side Tower, Chiba, 1993
- River City 21 Shinkawa, Tokyo, 1995
- M Tower, Fukuoka, 1996
- Century Park Tower, Tokyo, 1999

## Années 2000
- Live Tower Musashi-Urawa, Saitama, Japon, 2001
- West Court, Fujimi, Japon, 2003
- Park Tower Shibaura, Tokyo, 2005
- Proud Tower, Funabashi, Japon, 2005
- Viequ Tower Osaka, Osaka, 2006
- Aqua Tower, Tokyo, 2006
- Bloom Tower, Tokyo, 2008
- Wellith Uehonmachi Laurel Tower, Osaka, 2008
- The Toyosu Tower II, Tokyo, 2009
- Brillia Tower Nagoya Grand Suite, Nagoya, 2009
- G-Clef Shinkobe Tower, Kobe, 2009

## Années 2010
- Yukarigaoka Sky Plaza Miraia Tower, Sakura, 2013
- Skyz Tower & Garden, Tokyo, 2015
- Capital Gate Place, Tokyo, 2015
- The Makuhari Bayfront Tower & Residence, Chiba, 2015
- Hotel Universal Grand Tower Tokyu, Osaka, 2015
- Classy Tower Higashi-Nakano, Tokyo, 2015
- Global Front Tower, Tokyo, 2016

## Projets
- Pyramide de Shimizu